# Liban na Letnich Igrzyskach Olimpijskich 1968
Liban na Letnich Igrzyskach Olimpijskich 1968 reprezentowało 11 zawodników (wszyscy mężczyźni). Nie zdobyli oni żadnego medalu na tych igrzyskach. Był to piąty start reprezentacji Libanu na letnich igrzyskach olimpijskich.